# Gemeindehaus Klosterfelde (Falkenhagener Feld)

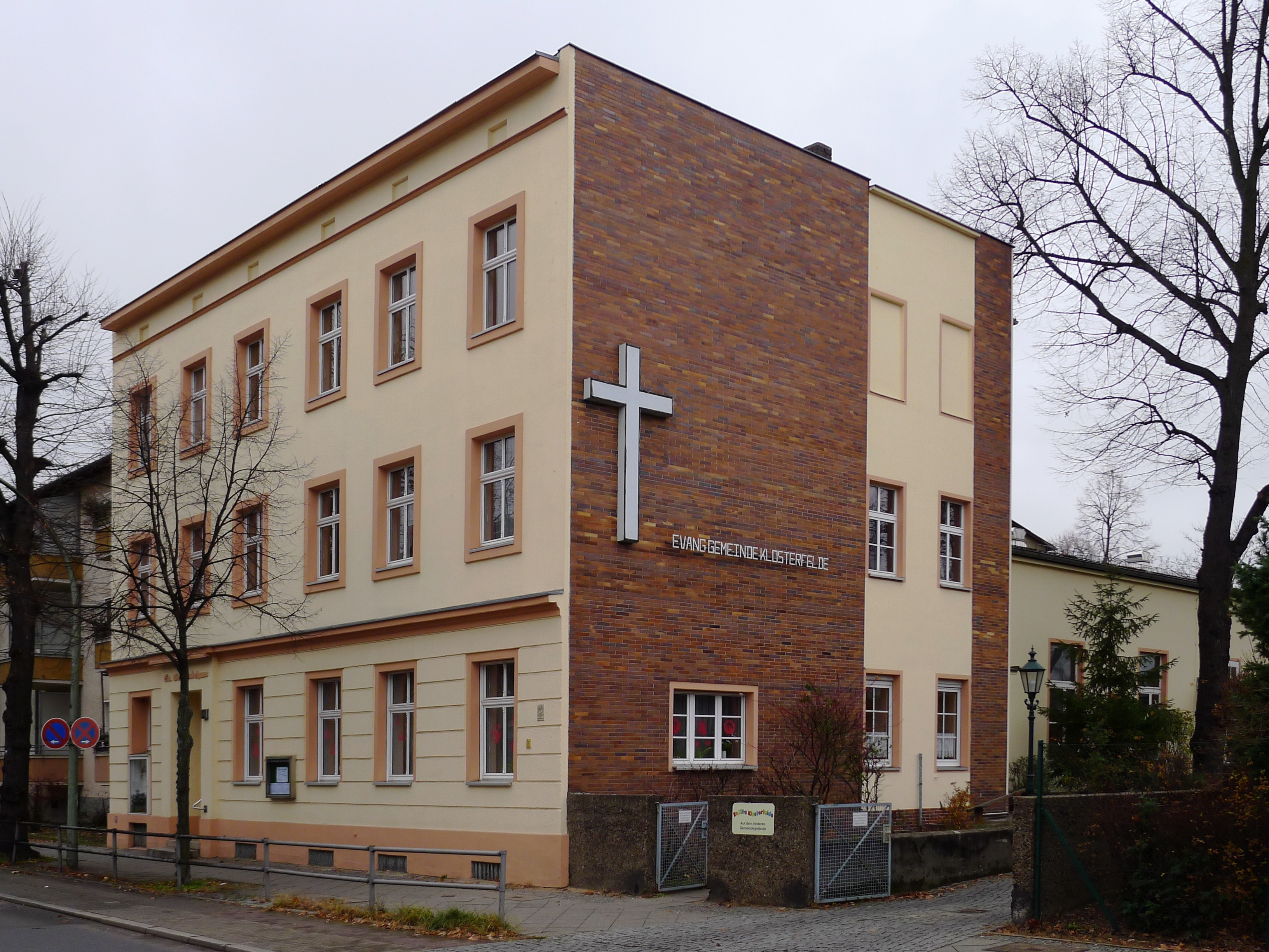
Gemeindehaus Klosterfelde

Das evangelische Gemeindehaus Klosterfelde steht in der Seegefelder Straße 116 im Berliner Ortsteil Falkenhagener Feld des Bezirks Spandau.

## Geschichte
Im Jahr 1894 gründete ein Pfarrer von St. Nikolai, der im Pfarrbezirk Klosterfelde tätig war, einen Verein für Krankenpflege, der später auch einen Kindergarten umfasste. Dem Verein gehörte ein Hinterhaus in der Seegefelder Straße 71. Für Gottesdienste war das Haus zu klein, deshalb wurden diese in der Aula einer benachbarten Schule abgehalten. Mit dem Anwachsen der Gemeinde in den 1930er Jahren reichte die Schule nicht mehr für die Gottesdienste aus, woraufhin ein Ausflugslokal mit Biergarten und Tanzsaal in der Seegefelder Straße, damals Haus Nr. 54/55, heute Nr. 116, angemietet und 1934 erworben wurde. Die unteren Räume im 1892 errichteten Vorderhaus wurden zum Kindergarten, die oberen zur Diakonissenstation und der Tanzsaal zum Gemeindesaal umgebaut. Die Einweihung fand am 13. Mai 1934 statt. Die Gemeinde wurde aber erst am 1. April 1953 selbstständig.
Zur Zeit des Nationalsozialismus kam es auch in Klosterfelde zu Auseinandersetzungen zwischen der oppositionellen Bekennenden Kirche und den regimetreuen Deutschen Christen. Der Streit eskalierte am Sonntag Jubilate 1936, als beide Richtungen in der St.-Nikolai-Kirche und im Gemeindesaal Klosterfelde Gottesdienst halten wollten. Pfarrer Berg, der zu den Deutschen Christen gehörte, ließ die beiden Gottesdienststätten verschließen, woraufhin Superintendent Martin Albertz in Klosterfelde die Schlösser aufbrechen ließ und sich mit den Gottesdienstbesuchern der Bekennenden Kirche Zugang zum Gemeindehaus verschaffte. Die Kirchenleitung ordnete daraufhin an, dass dreimal im Monat ein Pfarrer der Deutschen Christen (Pfarrer Berg) und einmal ein Pfarrer der bekennenden Kirche (Pfarrer Kurt Draeger) in Klosterfelde predigen solle.
Durch viele Neubauten nach dem Zweiten Weltkrieg im Norden des Gemeindebereichs stieg die Zahl der Mitglieder so stark an, dass eine intensive Betreuung von der Seegefelder Straße aus nicht mehr möglich war. So entstand am Burbacher Weg Ecke Siegener Straße ein neues Gemeindezentrum mit der Jeremia-Kirche. 1967 wurde diese neue Gemeinde selbständig. Ebenfalls im Norden wurde ein weiterer Teil des Gemeindebereichs von Klosterfelde für das Gemeindezentrum Am Germersheimer Platz abgetrennt, zwei Jahre später wurde für die Gnadenkirche in der Jaczostraße nochmals ein Teil des Klosterfelder Gemeindebereichs abgegeben.

## Baubeschreibung
Der Saal wurde mehrfach umgebaut. Bereits 1939 begann eine kirchliche Ausstattung. 1940 wurden zwei Mal vier Pfeiler aufgemauert, so dass eine dreischiffige Hallenkirche mit fünf Jochen entstand. An den Seitenwänden gegenüber den Pfeilern wurden Pilaster angedeutet. Der Chor in der Breite des Mittelschiffs erhielt einen spitzbogigen Rahmen, die Wand hinter dem Altar eine Gruppe aus drei Spitzbogenfenstern. Im Zweiten Weltkrieg wurden die Gebäudetrakte beschädigt. Bei der Instandsetzung wurde die Westwand des Saals erneuert, die Fenster im Chor geschlossen. 1959 entstand an der Nordseite des Gemeindesaals ein eingeschossiger Jugendraum. Um das Mittelschiff niedriger erscheinen lassen, wurden 1974 unterhalb der Flachdecke Blenden in Form von Sparren eingezogen. Dadurch wurde auch die Akustik verbessert. Die Sparren greifen ineinander wie ein Reißverschluss und ragen über die Pfeiler hinaus, wo sie unterschiedlich gestaltet sind.
Beim Bezug des Gemeindehauses wurde eine Orgel aus der Melanchthonkirche aufgestellt. Am 5. November 1972 weihte die Gemeinde eine neue Orgel aus der Berliner Orgelbauwerkstatt Karl Schuke mit zwei Manualen und Pedal ein. Sie wurde später um ein Register auf insgesamt 13 erweitert.

## Glocken
Die erste Glocke in dem offenen Glockenträger im Garten wog 182 kg bei einem Durchmesser von 70 cm. Sie wurde 1898 für eine andere Kirche von der Glockengießerei von Gustav Collier gegossen, die sich in der Glockenstraße im Ortsteil Zehlendorf befand. Ihr Schlagton war c und ihre Inschrift lautete: „ES IST IN KEINEM ANDEREN HEIL“. 1942 wurde sie für Kriegszwecke eingeschmolzen.
Die zweite 1704 von Johann Jacobi gegossene Glocke hatte den Schlagton cis und die lateinische Inschrift „PRIMA MEAE GENTIS – ET PROFUNDISSIMA QUAEQUE“ (‚Die erste meiner Art – und gerade die tiefste‘). Sie gehörte ursprünglich zu einem Carillon, das im Berliner Münzturm und ab 1714 in der Parochialkirche hing. Wegen des unsauberen Klangs einiger Glocken wurde das Glockenspiel überarbeitet. Die nicht mehr benötigten Glocken wurden vom Gießer zurückgenommen und an Kirchengemeinden verkauft, zwei an die Nikolai-Gemeinde, die bei einem Brand 1740 ihre Glocken verloren hatte. Beide Glocken kamen 1942 ebenfalls zur Materialsammelstelle. Die größere der beiden Glocken wurde wegen ihres kunsthistorischen Wertes im Zweiten Weltkrieg nicht eingeschmolzen. Sie wurde 1949 der Nikolai-Gemeinde zurückgegeben und 1950 ihrem damaligen Gemeindebezirk Klosterfelde leihweise überlassen. Seit 1988 hängt sie wieder als Stundenglocke im Turm der Nikolai-Kirche. Die Klosterfelder beschafften eine neue Glocke. Sie wurde in der Glockengießerei Petit & Gebr. Edelbrock gegossen und wiegt 230 kg bei einem Durchmesser von 70 cm. Sie klingt in cis, und ihre beiden Inschriften lauten: „HOERET DES HERREN WORT“ und „DONA NOBIS PACEM“ (‚Gib uns den Frieden‘).